# Kriva (rivière)
Pour les articles homonymes, voir Kriva.
La Kriva (en macédonien : Крива Pека, ce qui signifie « rivière courbe ») est une rivière située au nord-est de la Macédoine du Nord, dans la région du Nord-Est et un affluent de la Pčinja, donc un sous-affluent du fleuve le Vardar.

## Géographie
Son cours fait 75 kilomètres de longueur.
La Kriva naît dans les contreforts nord-est des monts Osogovo, au pied du mont Tsarev Vrv, qui culmine à 2 085 m d'altitude. Elle traverse notamment la ville de Kriva Palanka.

### Bassin versant
Son bassin versant fait 1 002 kilomètres carrés[réf. nécessaire].